# Cantonul Saint-Gaultier
Cantonul Saint-Gaultier este un canton din arondismentul Le Blanc, departamentul Indre, regiunea Centru, Franța.

## Comune
- Chitray
- Luzeret
- Migné
- Nuret-le-Ferron
- Oulches
- Rivarennes
- Saint-Gaultier (reședință)
- Thenay